# Dobovlje
Dobovlje je naselje v Občini Domžale. Ustanovljeno je bilo leta 1992 iz dela ozemlja naselja Brdo. Leta 2015 je imelo 39 prebivalcev.